# Adel (Geórgia)
Adel é uma cidade localizada no estado americano de Geórgia, no Condado de Cook.

## Demografia
Segundo o censo americano de 2000, a sua população era de 5307 habitantes.
Em 2006, foi estimada uma população de 5389, um aumento de 82 (1.5%).

## Geografia
De acordo com o United States Census Bureau tem uma área de
20,7 km², dos quais 20,4 km² cobertos por terra e 0,3 km² cobertos por água. Adel localiza-se a aproximadamente 82 m acima do nível do mar.

## Localidades na vizinhança
O diagrama seguinte representa as localidades num raio de 20 km ao redor de Adel.